# عشاق رغم الطلاق (مسلسل)
عشاق رغم الطلاق مسلسل كويتي إنتاج عام 2019 كتابة سيناريو وحوار الكاتبة علياء الكاظمي

## قصة العمل
يطرح العمل مجموعة من القضايا التي تهم المجتمع الخليجي بشكلٍ عام والمرأة الخليجية بشكلٍ خاص. وأبرزها قضية الطلاق، وما تعانيه المرأة المطلقة من وصمٍ مجتمعي واضطهاد، يغوص داخل المجتمع الكويتي، ويستعرض حياة مجموعة من الأسر الكويتية، وما تعانيه من مشكلات تؤدي إلى الطلاق، مثل: الشك، الخيانة، الغيرة المفرطة، الحب من طرف واحد، تدخل الأهل في حياة الزوجين، تسلط الزوج وتسلط الحموات وما يحدث للمرأة بعد الطلاق، من تضرر معنوي ونفسي نتيجة الوصم المجتمعي الذي تتعرض له، والاضطهاد الذي يصل حد منعها من التواصل مع أبنائها بعد طلاقها.

## الممثلون
- سليمان الياسين (إبراهيم السندي أبو سلمان)
- إنتصار الشراح (وداد أم سلمان)
- نور الكويتية(نادية)
- عبدالله بهمن (فواز)
- محمد الدوسري(فيصل)
- ناصر الدوسري(بسام الناجي )
- رونق(سناء أم بسام)
- إيمان الحسيني (ريم عادل)
- صابرين بورشيد (آمال الناجي)
- غادة الزدجالي (هالة)
- ليالي دهراب (نوف عبد الرحمن)
- عباس خليفي (سلمان السندي )
- عيسى الحساوي (فؤاد عبد الرحمن)
- روان العلي (منال السندي )
- رانيا شهاب (هناء)
- شهد سلمان (زهرة)
- عبد العزيز صفر (عادل العادل أبو ريم)
- هيام الحسن (هدى أم ريم)
- لطيفة المجرن(أم محمود)
- إيمان العلي